# Pryluky
Pryluky (ukrainsk: Прилу́ки ukrainsk udtale: [prɪˈlukɪ]) er en by og hromada (kommune) beliggende ved Udai-floden i Tjernihiv oblast, i det nordlige-centrale Ukraine. Den fungerer som administrativt centrum for Pryluky rajon (distrikt). I nærheden ligger Pryluky air base, en vigtig base for bombefly base under Den kolde krig, som er Ukraines største flyveplads.
Byen havde i 2021 en befolkning på omkring 52.553 mennesker.

## Galleri
- Pryluky Jernbanestation
- Pryluky Katedralen
- Panteleymon kirke
- Theotokos Katedralen
- Transfigurationkatedralen
- Pryluky Luftbase